# مقدونیه (آیووا)
مقدونیه (به انگلیسی: Macedonia) شهری در ایالت آیووا کشور ایالات متحده آمریکا است که جمعیت آن در سرشماری سال ۲۰۱۰ میلادی، ۲۴۶ نفر بوده‌است.